# آلبر آیا
آلبر آیا (فرانسوی: Albert Ayat‎؛ ۷ مارس ۱۸۷۵ – ۲ دسامبر ۱۹۳۵) شمشیرباز اهل فرانسه بود.
وی در مسابقات کشوری و بین‌المللی در مجموع برندهٔ ۲ مدال طلا شده‌است.